# Bi, n'aie pas peur !
Ne doit pas être confondu avec N'aie pas peur.
Pour plus de détails, voir Fiche technique et Distribution.
Bi, n'aie pas peur ! (Bi, đừng sợ) est un film dramatique franco-germano-vietnamien réalisé par Phan Đăng Di, sorti en 2010.

## Synopsis
À Hanoï, le jeune Bi, six ans, vit avec sa famille dans une maison près d'une usine de glace, terrain de jeu mystérieux. C'est la saison des pluies et la chaleur envahit la ville. Dans cet univers caniculaire, les adultes souffrent en silence de leurs désirs et amours inassouvis : son père est amoureux d'une jeune masseuse, sa mère reporte son affection sur le grand-père paternel gravement malade, et sa tante est submergée par son attirance pour un jeune lycéen. Bi, quant à lui, découvre la vie... 

## Fiche technique
Sauf indication contraire, les informations mentionnées dans cette section peuvent être confirmées par la base de données cinématographiques IMDb,  présente dans la section « Liens externes ».
- Titre : Bi, n'aie pas peur !
- Titre original : Bi, đừng sợ
- Réalisation et scénario : Phan Đăng Di
- Musique : Nhat Tan Vu
- Photographie : Quang Pham Minh
- Montage : Julie Béziau
- Production : Claire Lajoumard
  - Coproduction : Bao Mai Nguyen, Dang Di Phan, Oliver Röpke, Dominic Scriven, Henri Scriven et Anh Hung Tra
- Pays de production :  France,  Allemagne,  Viêt Nam
- Langue originale : vietnamien
- Genre : drame
- Format : couleurs - 1,85:1
- Dates de sortie :
  - France : 19 mai 2010 (Festival de Cannes) : 14 mars 2012 (sortie nationale)
  - Vietnam : 18 mars 2011

## Distribution
Sauf indication contraire, les informations mentionnées dans cette section peuvent être confirmées par la base de données cinématographiques IMDb,  présente dans la section « Liens externes ».
- Thanh Minh Phan : Bi
- Thi Kieu Trinh Nguyen : la mère
- Ha Phong Nguyen : le père
- Thuy Hoa : la tante
- Tran Tien : le grand-père
- Mai Chau : la nounou
- Phuong Thao Hoang : la coiffeuse
- Huynh Anh Lê : l'étudiant
- Kim Long Thach : le fiancé de la tante
- Hoang Ha Pham : An, ami de Bi

## Distinctions
Sauf indication contraire, les informations mentionnées dans cette section peuvent être confirmées par la base de données cinématographiques IMDb,  présente dans la section « Liens externes ».
- Festival de Cannes 2010 : Prix SACD